# Schoorlser Dünen

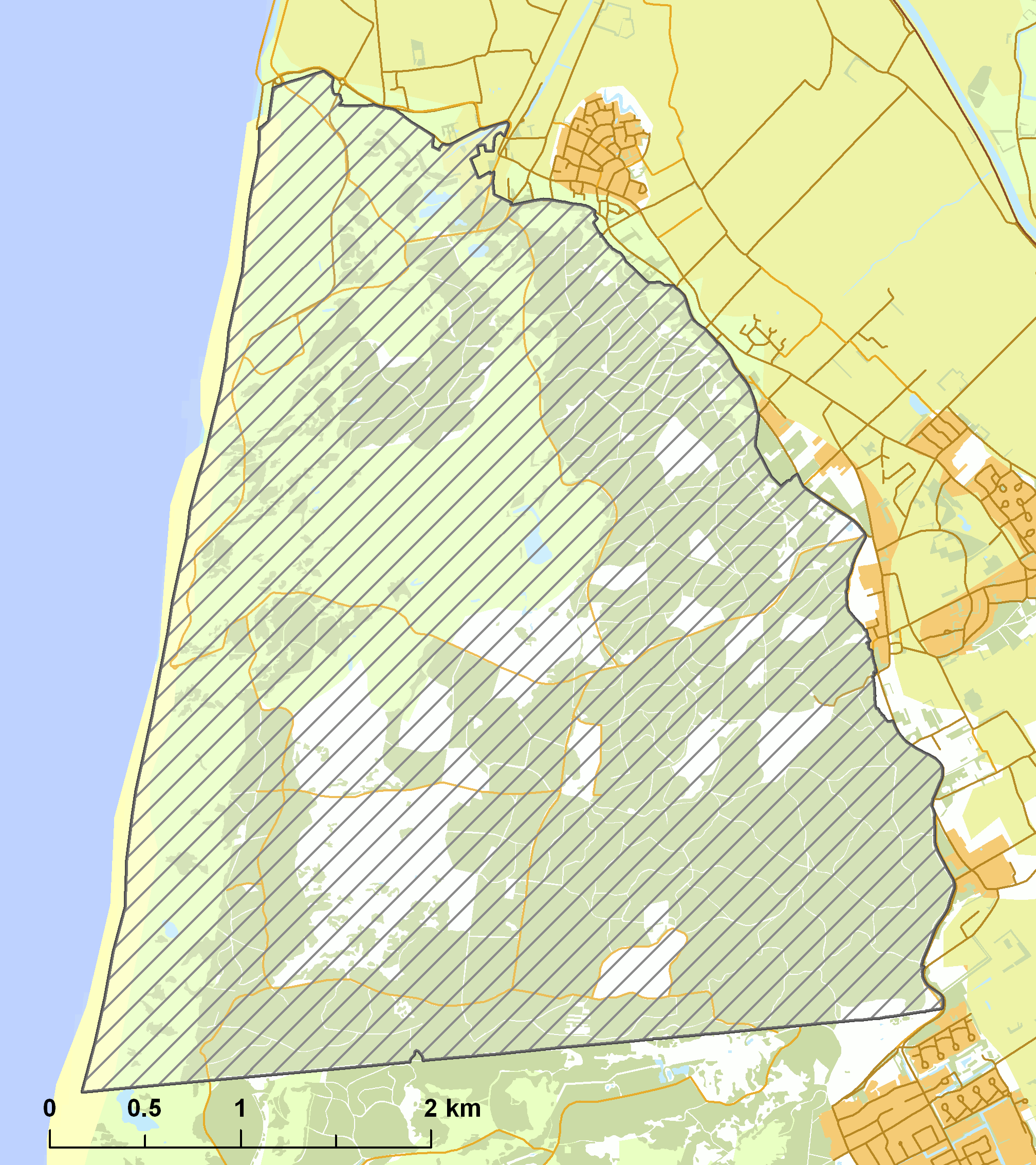
Karte

Die Schoorlser Dünen (niederländisch Schoorlse Duinen) sind ein Naturschutzgebiet in Nordholland nordwestlich von Alkmaar zwischen der Nordsee und der Ortschaft Schoorl. Das fünf Kilometer breite Dünengebiet grenzt im Norden an die in den Jahren 2013–2015 aufgespülten Hondsbosschen Dünen und endet nach ca. sechs Kilometern im Süden am Nordholländischen Dünenreservat. Darin erhebt sich die Radar-Düne, mit 54 Meter Höhe die höchste Düne der Niederlande.

## Natur
Anfang des 20. Jahrhunderts hatten in dem Gebiet Wind und Sand noch freies Spiel und formten die Dünen immer wieder neu. Danach begann die niederländische Forstverwaltung (Staatsbosbeheer) mit Anpflanzungen, sodass heute die Dünen durchsetzt sind mit Kiefern- und Laubwäldern. Daneben gibt es ein offenes Heidegebiet und kleinere Seen und Moore. Im Sommer blühen winzige weiße Orchideen und zum Herbst hin erblüht die Heide in Lila. Auf Salzwiesen finden sich salztolerante Pflanzen wie die Strandaster oder der Seekohl. Das Dünengebiet bietet Nistraum für den Grünspecht, die Waldschnepfe und die sehr seltene Nachtschwalbe. Im Sand leben Zauneidechsen, Grabbienen und Grabwespen.

## Natura 2000
Die Schoorlser Dünen sind als Fauna-Flora-Habitat-Gebiet Schoorlse Duinen mit der Kennung NL1000010 gemeldet und damit Bestandteil des europäischen Schutzgebietsnetzes Natura 2000.
Folgende Lebensraumtypen nach Anhang I der FFH-Richtlinie kommen im Gebiet vor; prioritäre Lebensraumtypen sind mit * gekennzeichnet:
| EU Code | * | Lebensraumtyp (offizielle Bezeichnung)                                                                          | Fläche (ha) |
| ------- | - | --- | ----------- |
| 2110    |   | Primärdünen | 8,4         |
| 2120    |   | Weißdünen mit Strandhafer Ammophila arenaria                                                                    | 29          |
| 2130    | * | Festliegende Küstendünen mit krautiger Vegetation (Graudünen)                                                   | 206         |
| 2140    | * | Entkalkte Dünen mit Empetrum nigrum                                                                             | 218         |
| 2150    | * | Festliegende entkalkte Dünen der atlantischen Zone (Calluno-Ulicetea)                                           | 20          |
| 2160    |   | Dünen mit Hippophaë rhamnoides                                                                                  | 0,6         |
| 2170    |   | Dünen mit Salix repens ssp. argentea (Salicion arenariae)                                                       | 3,5         |
| 2180    |   | Bewaldete Dünen der atlantischen, kontinentalen und borealen Region                                             | 412         |
| 2190    |   | Feuchte Dünentäler                                                                                              | 4,7         |
| 3260    |   | Flüsse der planaren bis montanen Stufe mit Vegetation des Ranunculion fluitantis und des Callitricho-Batrachion | 0,1         |

## Tourismus
In Schoorl liegt das Besucherzentrum „Het Zandspoor“ der niederländischen Forstverwaltung, das Karten und Informationsmaterial bereithält. Hier beginnen die verschiedenen Wanderrouten, von denen über 70 Kilometer nach dem Knotenpunktsystem markiert sind. Auch der Fernwanderweg North Sea Trail durchquert die wellenförmige Dünenlandschaft. Für Radfahrer sind asphaltierte Radwege angelegt und ausgeschildert, wie zum Beispiel der Schoorlser Düneradweg. Die Strecke bietet interessante Fakten über die Dünen und führt entlang der sehenswertesten Punkte. Für Mountainbiker gibt es eine attraktive und anspruchsvolle Strecke, die von Aagtdorp aus 15 Kilometer über viele Steigungen durch das sandige Dünengebiet führt.

## Attraktionen
In Schoorl endet eine der drei großen Kletterdünen, die Klimduin, auf der auch 'Sandwettbewerbe' stattfinden. Kinder lassen sich mit großer Freude dort herunterrollen oder können bei Schnee hier rodeln. Eine weitere Attraktion ist die Kerbe (niederl.: De Kerf) an der Küste ca. zwei Kilometer nördlich von Bergen aan Zee. Dort wurde eine künstliche Bucht in die Dünen gegraben, damit bei Flut Salzwasser in die Dünen laufen kann. Durch die Strömung wird Sand in die Kerbe ein- und ausgetragen und formt die Landschaft immer wieder neu. Damit soll die Natur selber wachsen und sich weiterentwickeln. Die Forstverwaltung nennt dies dynamischen Naturschutz. Der Strand selber ist von Schoorl aus mit dem Auto nicht zu erreichen und ist dadurch selbst im Sommer relativ ruhig und abgeschieden. Mit dem Aufspülen der Hondsbosschen Dünen ist am nördlichen Ende des Naturschutzgebiets bei Camperduin eine künstliche Lagune geschaffen worden, die zum Wasseraustausch eine Verbindung zur Nordsee besitzt. Darin können Kinder relativ gefahrlos dem Wasservergnügen nachgehen.

## Bilder

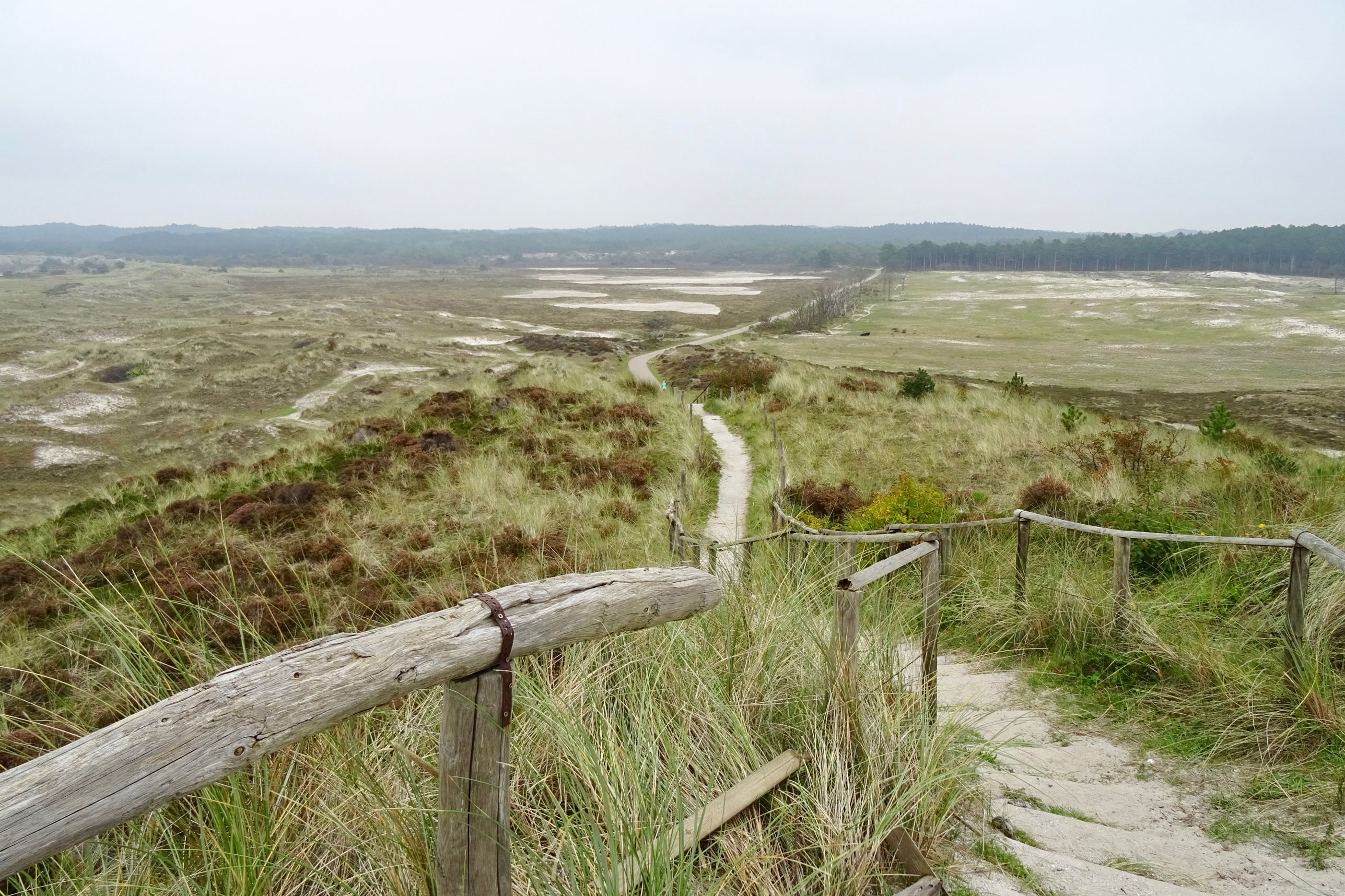
Dünenlandschaft Blick Richtung Osten
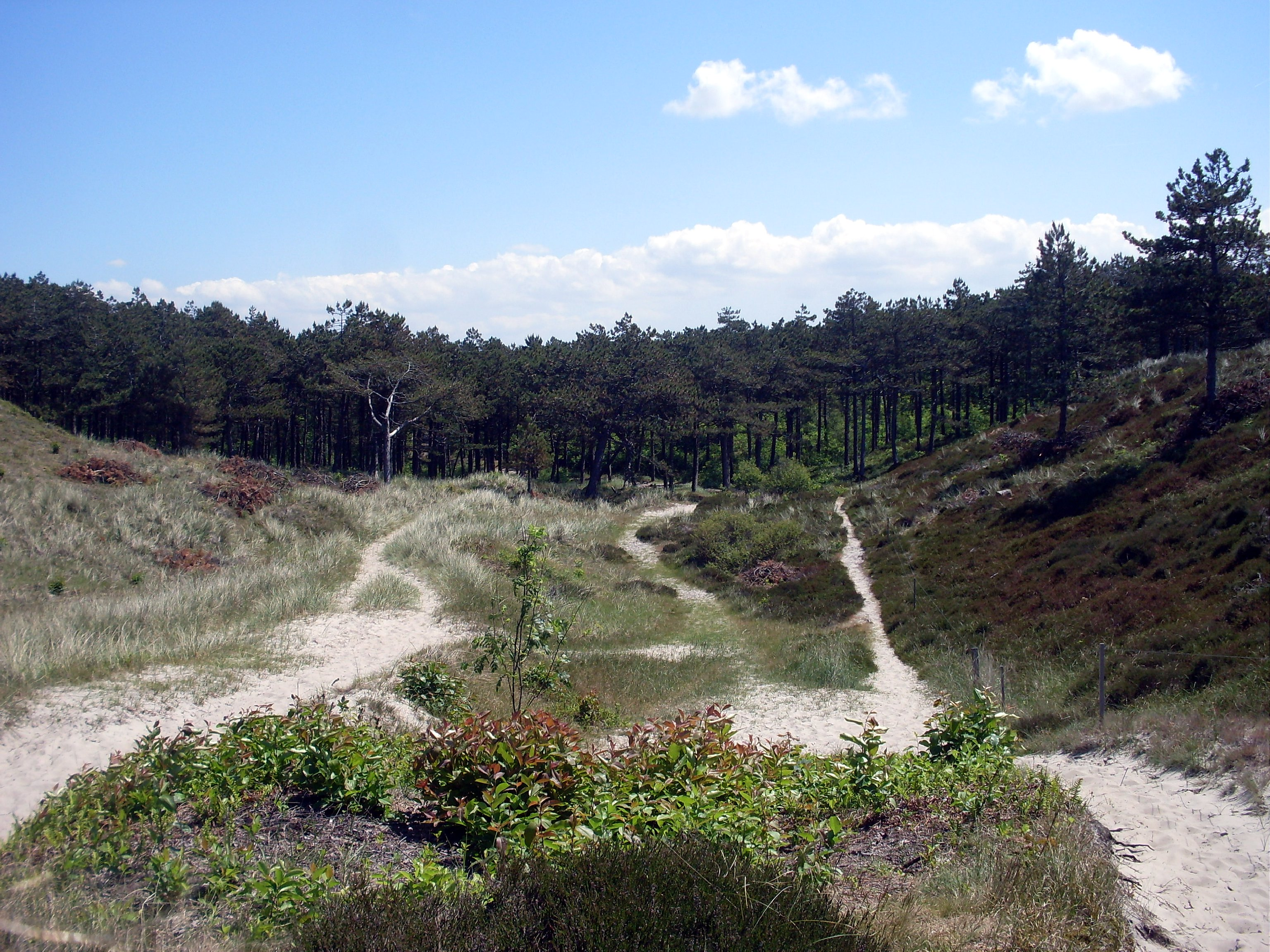
Dünenlandschaft
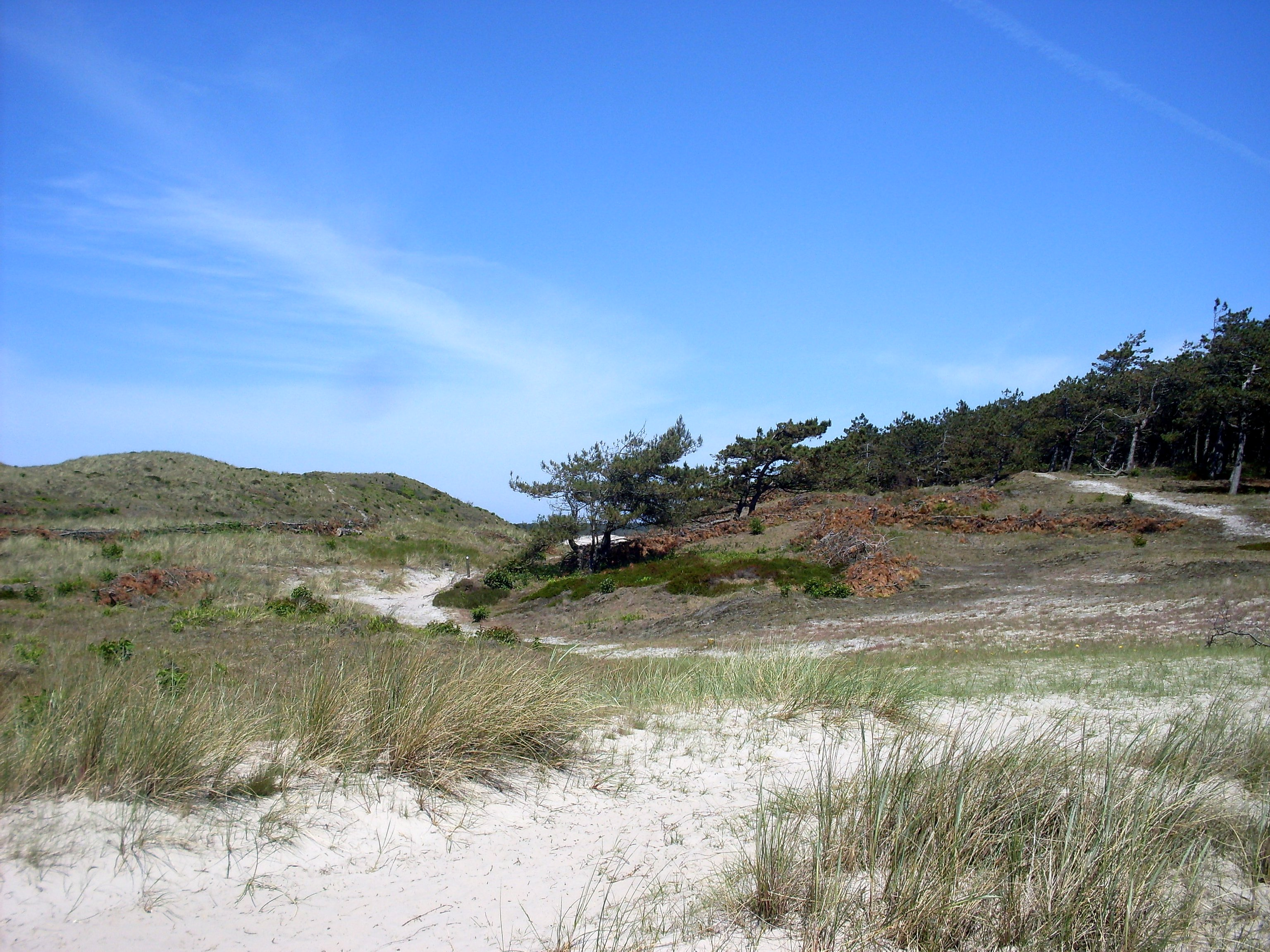
Dünenlandschaft
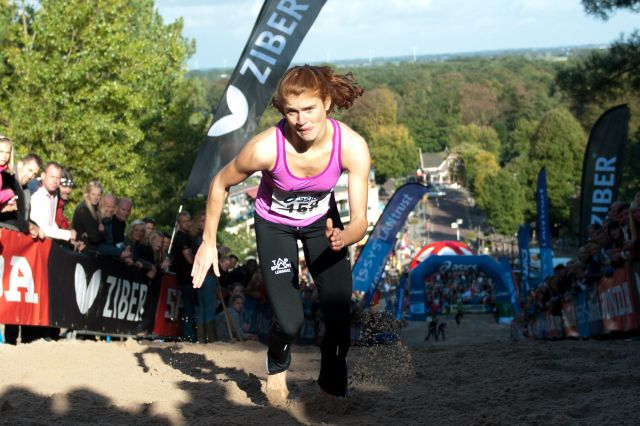
Sandwettlauf auf der Klimduin
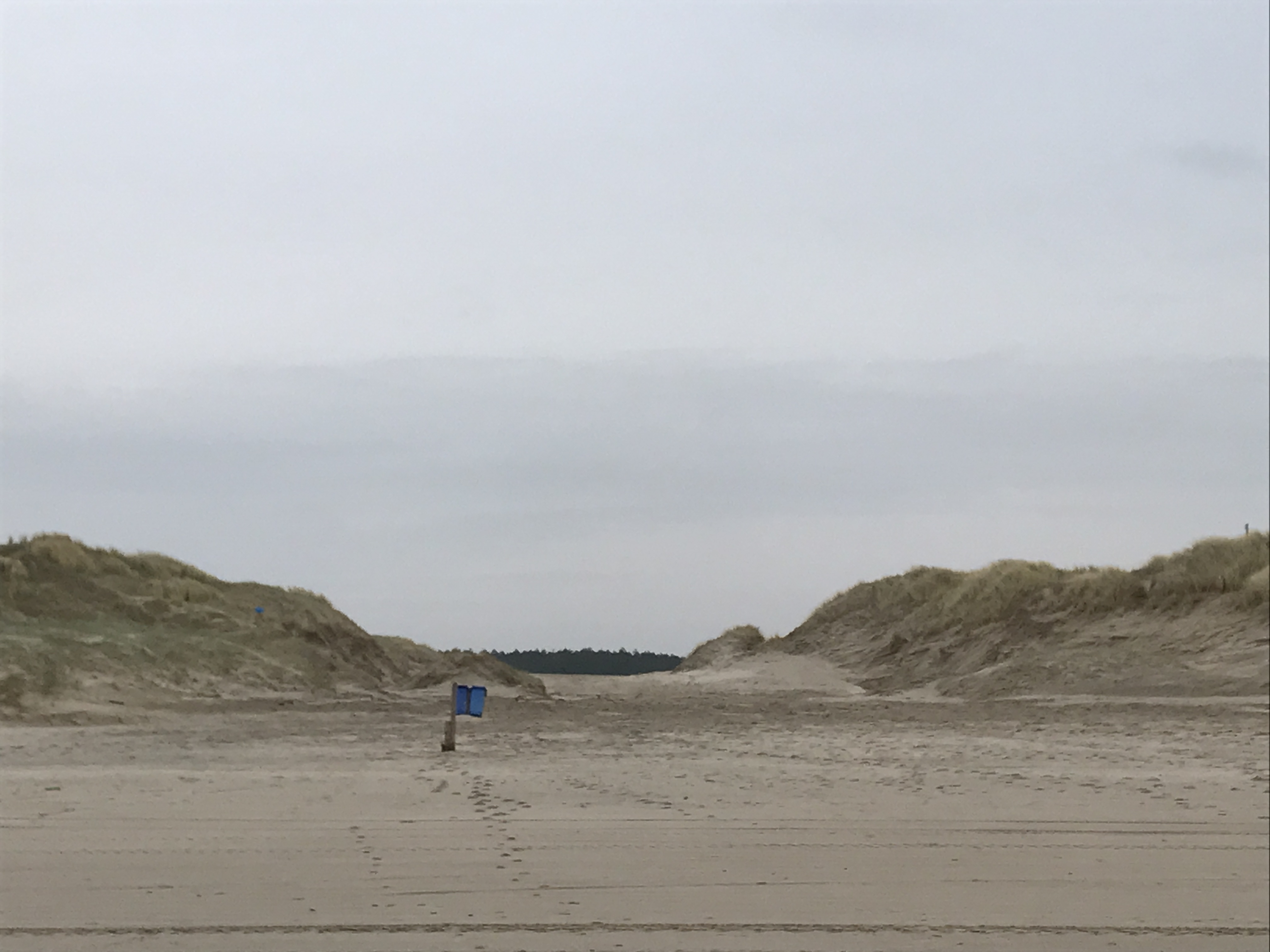
Die 'Kerbe', Ansicht vom Strand
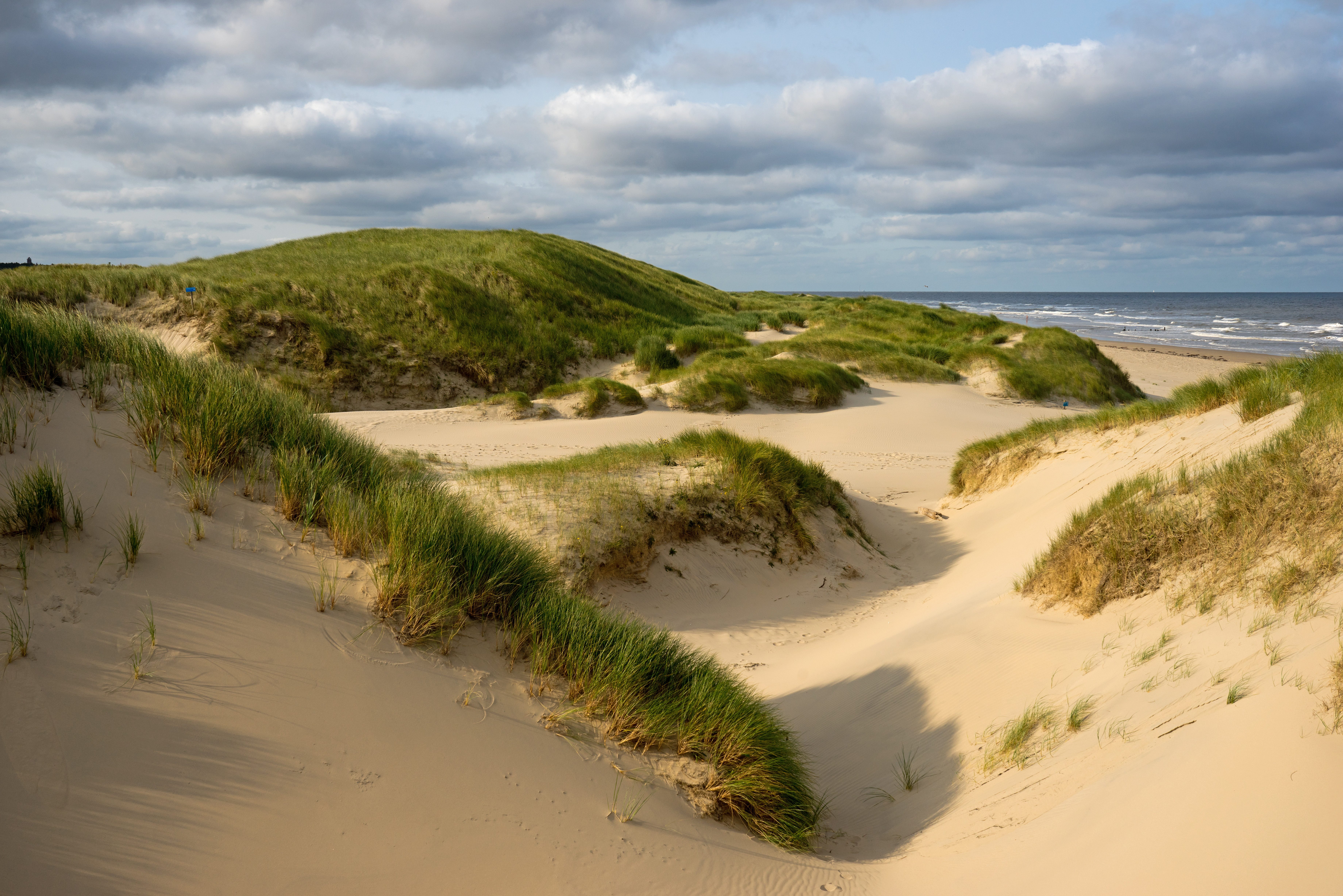
De Kerf, Ansicht von der Nordseite
Dünensee